# 576 Dywizja Grenadierów Ludowych
576 Dywizja Grenadierów Ludowych (niem. 576. Volks-Grenadier-Division) – niemiecka dywizja sformowana 25 sierpnia 1944 w Trnawie na Słowacji. 17 września włączono ją do 271 Dywizji Piechoty, która została przekształcona tego samego dnia w dywizję grenadierów ludowych.

## Skład
- 1186 pułk grenadierów
- 1187 pułk grenadierów
- 1188 pułk grenadierów
- 1576 pułk artylerii
- 1576 kompania rozpoznawcza
- 1576 batalion niszczycieli czołgów
- 1576 batalion inżynieryjny
- 1576 kompania łączności
- 1576 dywizyjne oddziały zaopatrzeniowe